# Per Holmberg
Per Holmberg (29 aprile 1959) è un ex calciatore svedese, di ruolo centrocampista.

## Carriera

### Club
Holmberg giocò con la maglia dell'Hammarby, prima di trasferirsi ai norvegesi del Viking. Rimase in squadra per un biennio, contribuendo alla promozione del campionato 1988. L'anno seguente, fece parte della squadra che si aggiudicò la Coppa di Norvegia 1989. Nel 1990 tornò in Svezia, per giocare nel Vasalund.

## Palmarès

### Club

#### Competizioni nazionali
- Coppa di Norvegia: 1

Viking: 1989